# August Fager
August Oliver "Gus" Fager (25. september 1891 – november 1967) var en amerikansk sportsudøver som deltog i de olympiske lege 1924 i Paris.
Studenroth vandt en sølvmedalje i atletik under OL 1924 i Paris. Han var med på det amerikanske hold som kom på en andenplads i disciplinen i Cross country bagefter Finland. De andre på holdet var Earl Johnson og Arthur Studenroth.